# Heiligenkreuzkirche Villach

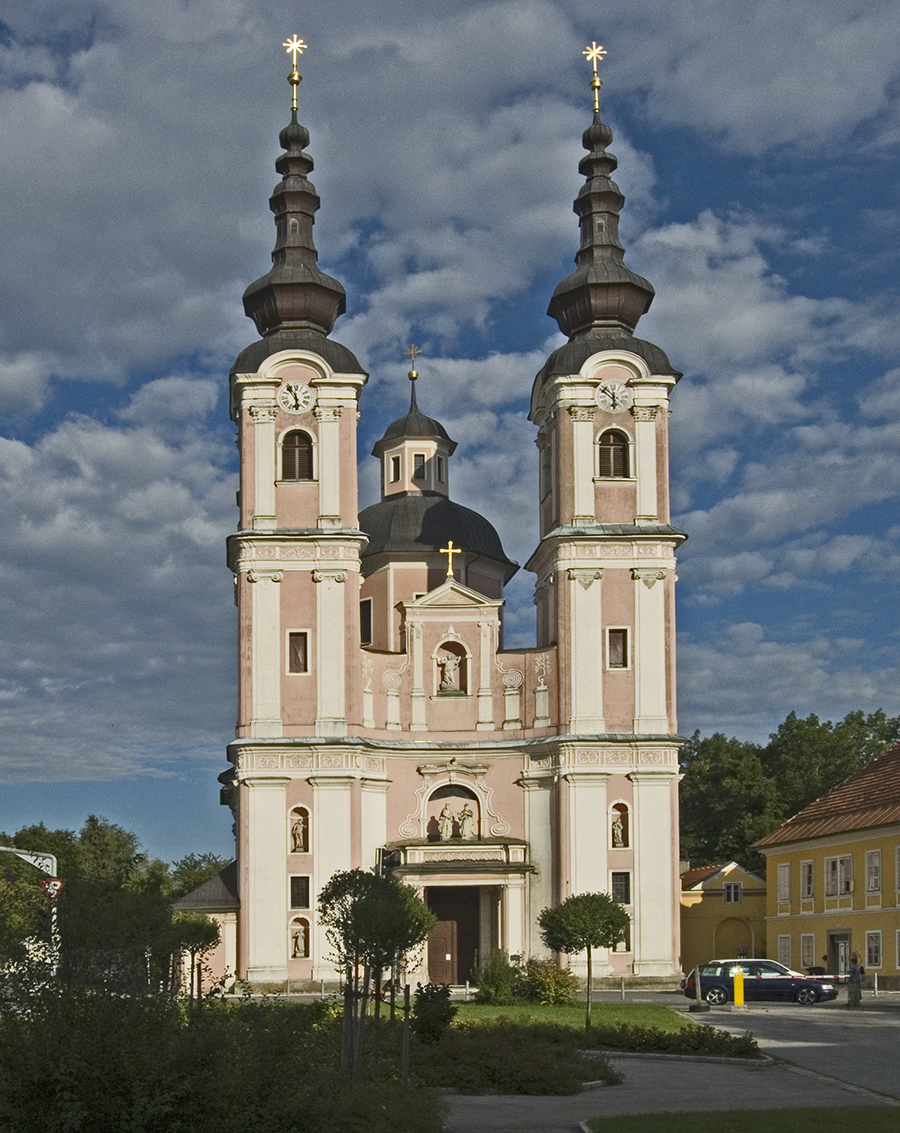
Villach Kirche zum Heiligen Kreuz

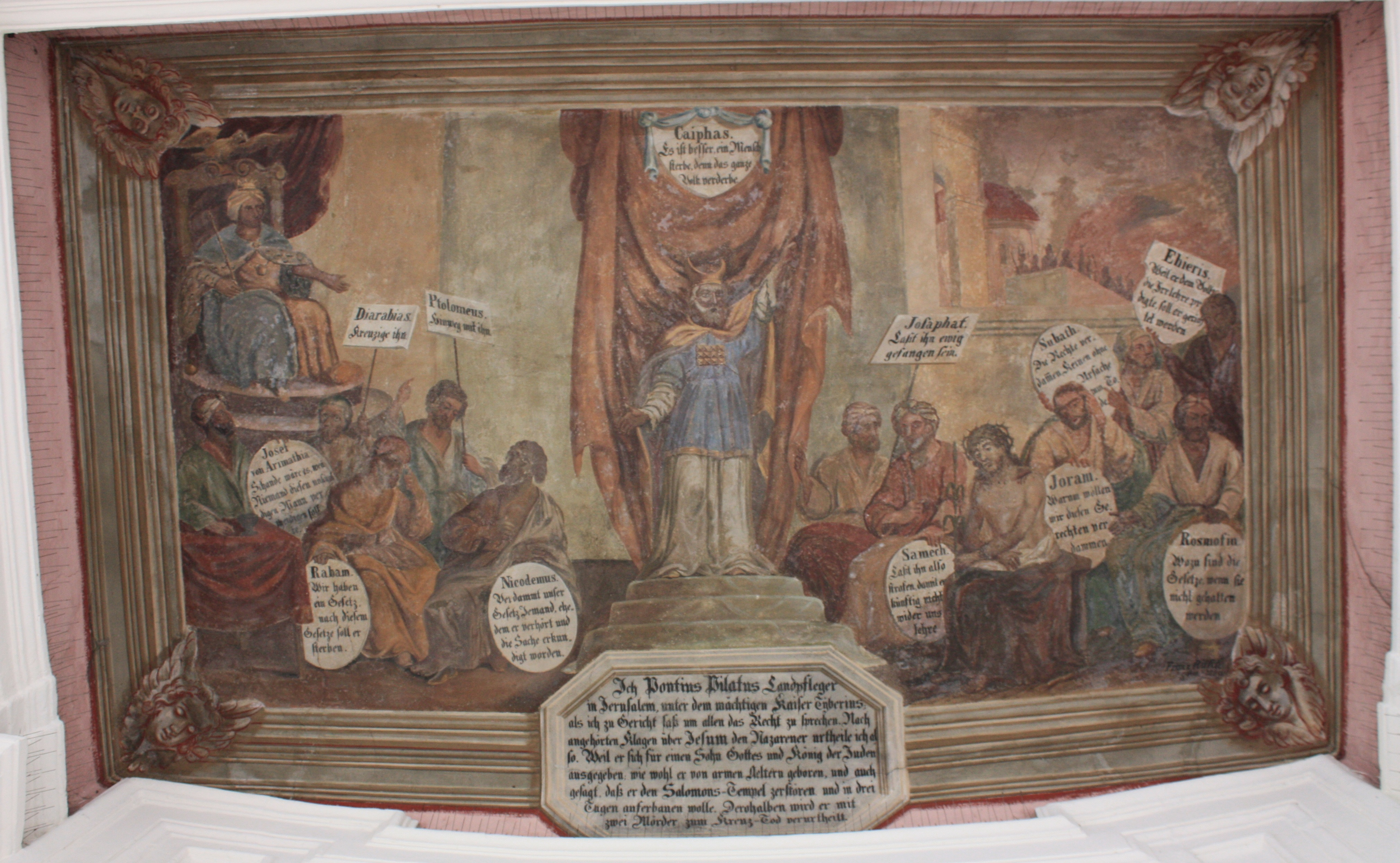
Anklage Christi

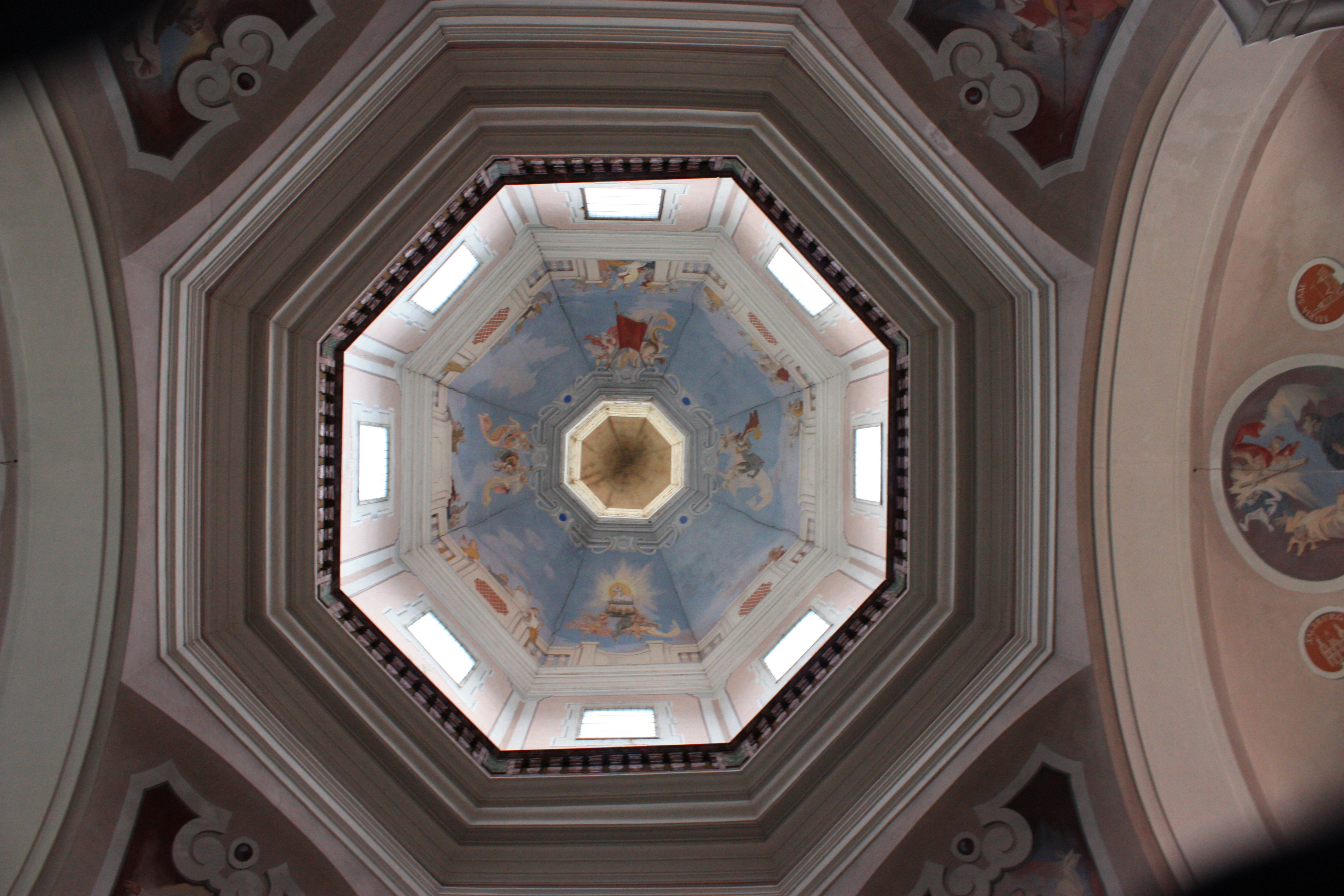
Blick in die Kuppel

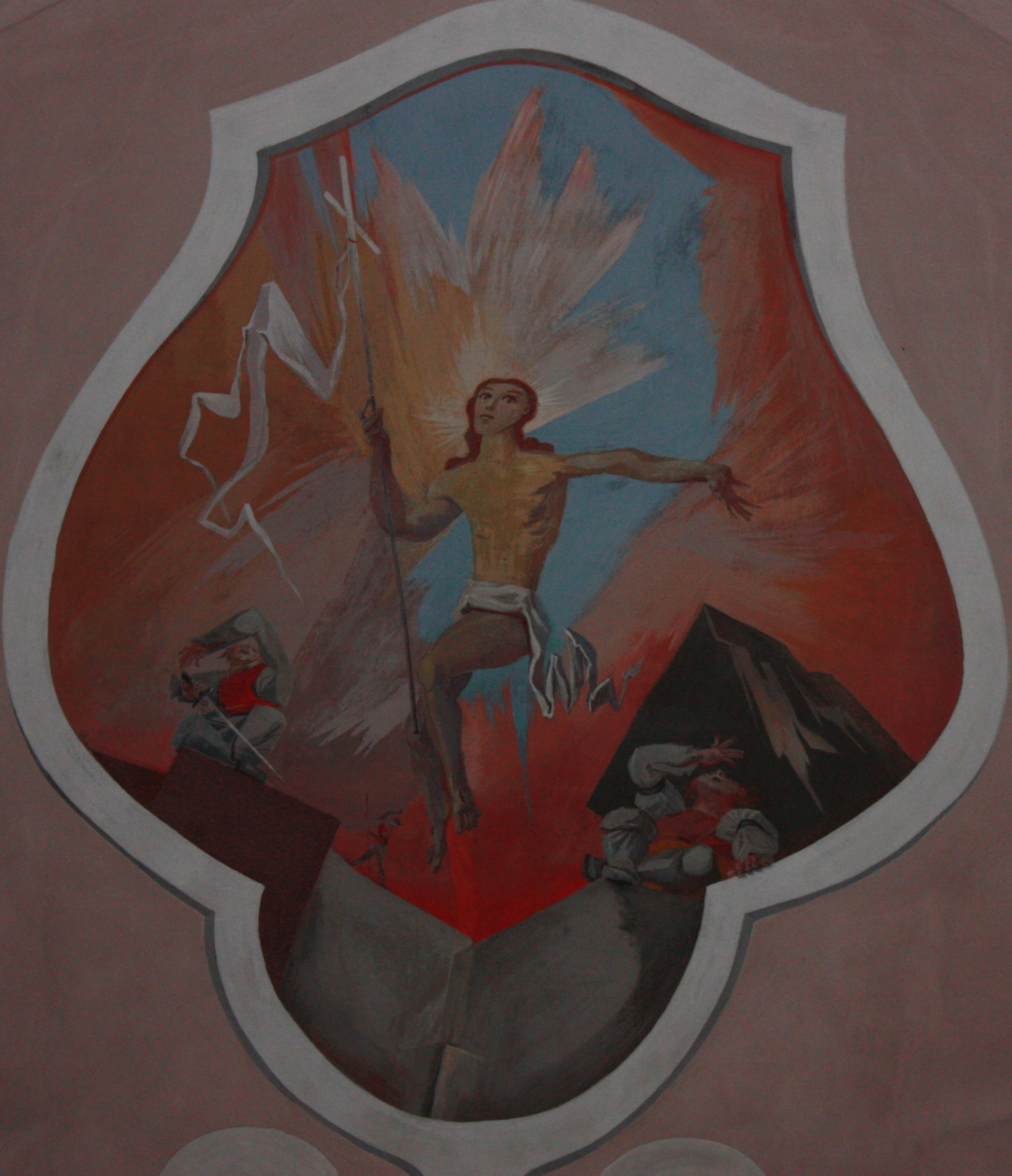
Auferstehung Christi

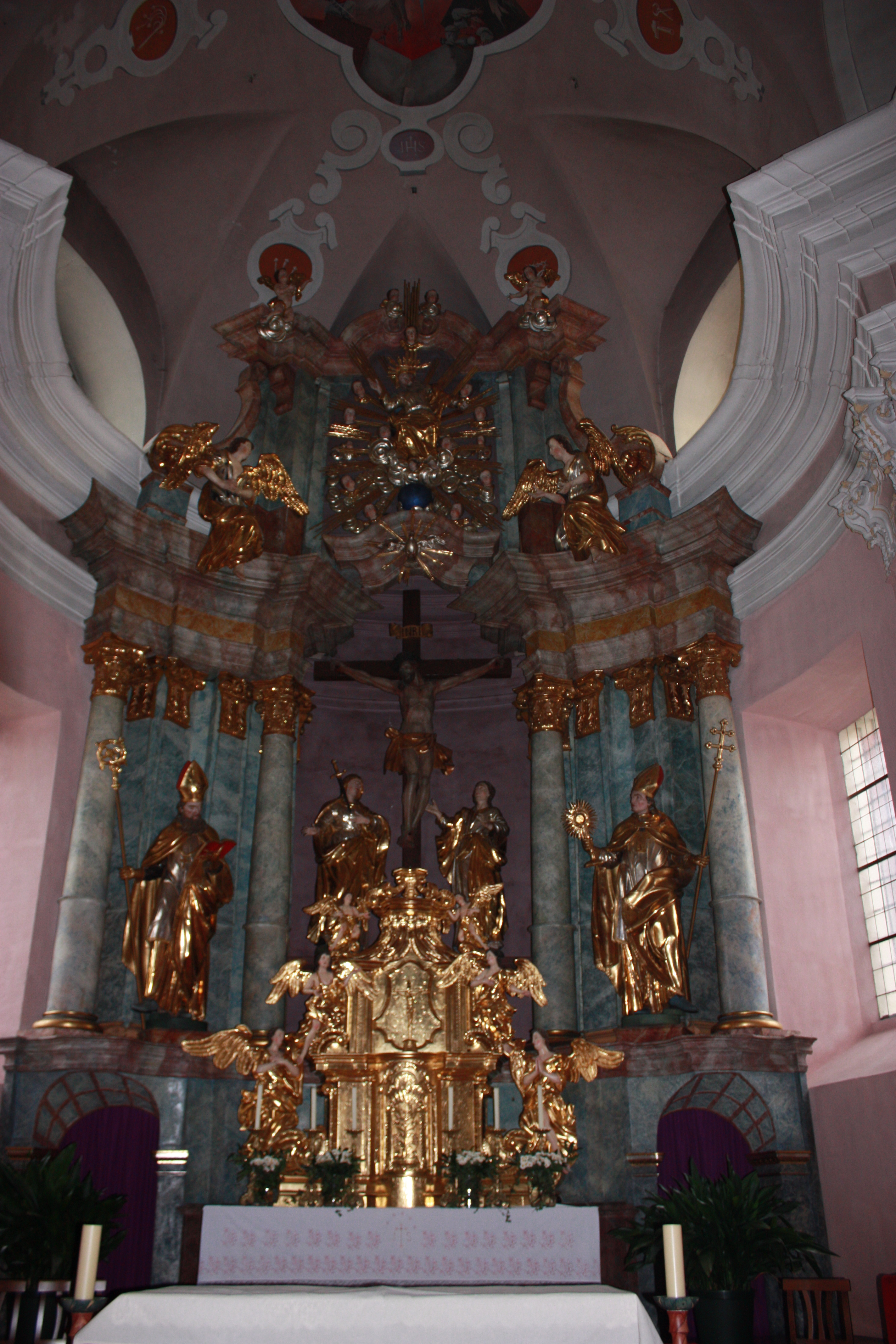
Hochaltar

Die Heiligenkreuzkirche in Villach ist eine römisch-katholische Stadtpfarr- und Wallfahrtskirche. Die spätbarocke Kirche steht am südlichen Drauufer im Stadtteil Perau.

## Geschichte
Eine Kirche St. Peter in Perau, deren Ursprünge bis in das 8. Jahrhundert zurückreichen könnten, wird erstmals 1233 genannt. Die ursprüngliche Kirche lag näher zur Drau. 1244 wurde die Kirche von der Herrschaft Bamberg als dem Grundherren und dem Patriarchen von Aquileja als Ordinarius dem 1233 errichteten Katharinenspital übergeben und zur Pfarre erhoben. 1280 wurde St. Peter gemeinsam mit dem Katharinenspital dem Stift Griffen inkorporiert.
Der Gründungslegende der Wallfahrtskirche nach wurde ein Kruzifix gefunden, das aus einer nahegelegenen Mauer herauswuchs. So wurde Perau im 18. Jahrhundert zum Wallfahrtsort. Der Kirchenneubau erfolgte zwischen 1726 und 1738 nach einem Entwurf von Hans Eder, der unter anderem für die Planung der Schlosskapellen von Wernberg, Ehrenhausen und Werthenau verantwortlich war. Bauherr war Augustin Pichler, der resignierte Abt des Stiftes Griffen. Die Ausführung des Baues oblag Andreas Sigl (Siegel), wahrscheinlich unter Mithilfe des Poliers Andreas Kandusch und des Zimmermeisters Jakob Scherer. Der Bau wurde 1744 gesegnet und 1751 vom ersten Erzbischof von Görz Carl Michael Graf Attems geweiht. Die mit der Kirche verbundene Heiligenkreuz-Gnadenkapelle wurde 1771 erbaut und 1774 geweiht. Die Pfarrrechte wurden 1783 auf die neue Kirche übertragen und die alte St. Peterskirche 1809 abgetragen.

## Baubeschreibung

### Außen
Die Kirche ist über einem kreuzförmigen Grundriss gebaut. Mittelpunkt ist über der Vierung die zentrale schlanke Kuppel auf hohem, achteckigem Tambour mit einer achteckigen Laterne.
Die zwei dreigeschoßigen Fassadentürme sind mit Pilastern und Gesimsen gegliedert, die im untersten Teil zwei Figurennischen und oben je eine Fensteröffnungen umschließen. Die Kapitelle der Pilaster weisen in aufsteigender Folge der Geschoße toskanische, ionische und korinthische Formen auf. Die Türme werden von hohen Zwiebelhelmen bekrönt. Die älteste Glocke wurde 1728 von Andreas Röder gegossen. Die 900 kg schwere Kreuzglocke und die 368 kg schwere Petrusglocke wurden 1964 angeschafft. In den Nischen der Türme sind je drei Figuren aufgestellt: Am Nordturm unten ein Mönch, wohl der heilige Benedikt oder Franz von Assisi, oben Johannes der Täufer und an der Außenseite ein spätbarocker heiliger Ulrich. Am Südturm sind unten der heilige Ferdinand von Kastilien, oben die heilige Helena und außen ein 1859 gefertigter Antonius von Padua eingestellt.
Zwischen den Türmen hat die eingeschwungene Fassade erdgeschoßig einen rechteckigen Vorbau über dem Eingang, auf dem eine Ecce-homo-Gruppe steht. Den Abschluss der Mittelfassade bildet eine Ädikula mit einer Figurennische, die eine 1929 von Jacob Campidell geschaffene Figur des Christkönigs in Predigergestus birgt.
Auf der Unterseite des Portikus ist die vielfigurige Anklage Christi gemalt, die in der ersten Hälfte des 19. Jahrhunderts entstand.
Östlich des nördlichen Fassadenturms befindet sich ein ovaler Verbindungsraum, der in die kleine, schmalgestreckte Heiligenkreuzkapelle mit Westchor führt, die an der Nordseite der Kirche angebaut ist.

### Innen
Auf das eineinhalb Joch lange Langhaus folgt die Vierung und das Querhaus mit halbrunden Apsiden.
Der zweijochige Chor endet in einer Apsis und hat auf beiden Seiten des zweiten Chorjoches quadratische Anbauten mit Oratorien im Obergeschoß. Die Wände sind durch Pilaster mit reichen Kapitellen, durch ein verkröpftes, stark ausladendes Gesims mit segmentbogenförmigen Fenstern darüber gegliedert.
Unter der leicht eingeschwungenen Orgelempore zeigt das mit „F. P. 1743“  signierte Gemälde die Vertreibung der Wechsler aus dem Tempel.

## Fresken
Die Fresken in den Gewölben wurden 1960 von Fritz Fröhlich im spätexpressionistischen Stil geschaffen.
In der Kuppel ist das apokalyptische Lamm mit den 24 Ältesten zu sehen. In den Zwickelfeldern der Kuppelbasis sind die Heiligen Helena, Bernhard, Longinus und Josef von Arimathäa abgebildet.
Mittelpunkt der Fresken im Chor ist die Auferstehung Christi. Daneben halten zwei Engel die Geißelsäule, bzw. Lanze und Essigschwamm. Weitere Leidenswerkzeuge wie Geissel, Hammer und Zange sind in eigenen Medaillons dargestellt. Der heilige Petrus ist in grauer Farbe das Kreuz verkehrt haltend vor der Heiligenkreuzkirche gemalt. Daran seitlich angefügt sind Medaillons mit Wasserwellen und im Netz gefangene Fische, weitere Attribute Petrus.
In der südlichen Seitenapside sind die Heiligen Rupert und Modestus wiedergegeben, in der nördlichen die Himmelfahrt Mariens. Über der Orgel ist die heilige Cäcilia zu sehen.

## Ausstattung
Die Einrichtung stammt einheitlich aus dem zweiten Viertel des 18. Jahrhunderts. Die Statuen des Hauptaltars und beider Seitenaltäre stammen von Joseph Mayer.

### Hochaltar
Der monumentale Hochaltar mit seitlichen Opfergangsportalen und hochgestellter Predella und Nischenarchitektur füllt den Chor in Höhe und Breite aus.
In der Mittelnische ist eine Kreuzigungsgruppe mit Maria und Johannes zu sehen, flankiert wird sie von zwei heiligen Bischöfen, dem heiligen Norbert mit Kreuzstab und Monstranz und wahrscheinlich dem heiligen Augustinus. Auf der Unterseite des Altaraufsatzes ist eine Heilig-Geist-Taube angebracht. Darüber schwebt Gottvater über der Weltkugel und Wolken. Die ursprünglich elfenbeinfarbene Fassung der Statuen wurde 1871 durch die heutige bunte mit Gold- und Silberfassung der Kleider ersetzt. Der Hochaltar hatte Vorbildwirkung auf den etwas später entstandenen Hochaltar der Stiftskirche in Griffen.

### Beweinungsaltar
Der Beweinungsaltar ist im nördlichen Querhaus aufgestellt.
Das Mittelgemälde mit der Beweinung Christi wird der Nachfolge des Franz Anton Maulbertsch zugeschrieben. Die Inschrift in der Kartusche lautet: „Diese sind diejenigen, die nicht beflecket worden: denn sie sind Jungfrauen. Heiml. Offenbarung 14, V.4“. Flankiert wird das Bild von zwei Jesuitenheiligen, dem heiligen Aloysius mit Lilie und Kreuz und wohl dem heiligen Stanislaus Kostka. Im Aufsatzbild ist im volkstümlichen Stil des 19. Jahrhunderts der heilige Josef dargestellt.

### Altar des rechten Schächers
Ebenfalls aus der Nachfolge Franz Anton Maulbertsch stammt das Gemälde des rechten Schächers am südlichen Seitenaltar. Daneben stehen die Skulpturen des Simon Petrus mit einem Hahn und der Maria Magdalena mit durchbohrtem Herz und Salbgefäß. Die Gestalt des knienden Königs im Oberbild stellt Franz Borgia oder einen alttestamentlichen König dar.

### Magdalenenaltar
Unter der Orgelempore steht ein kleiner Magdalenaltar aus dem 17. Jahrhundert, der 1959/61 von der Kirche Oberwollanig erworben wurde. Das Hauptbild zeigt das Brustbild der Maria Magdalena, das Aufsatzbild eine Madonna mit Kind. Die Bekrönung bildet der über einen Puttenkopf aufsteigende Strahlenkranz mit IHS-Zeichen im Medaillon.

### Kanzel
Die Kanzel stammt aus dem dritten Viertel des 18. Jahrhunderts. Auf den Wulsten des Kanzelkorbs sitzen die vier Evangelisten. Am Schalldeckel stehen Frauenfiguren mit den Symbolen der christlichen Tugenden Kreuz, Anker und flammendes Herz für Glaube, Hoffnung und Liebe Die Volutenbekrönung bildet Mose mit den Gesetzestafel. Am Relief der Kanzelrückwand ist Christus als Guter Hirte abgebildet.

### Weitere Einrichtung
Die Herz-Jesu-Statue wurde von Jacob Campidell 1905, die Madonna mit Kind 1907 geschaffen.
An dem der Kanzel gegenüberliegenden Kuppelpfeiler steht auf einer Konsole unter einem Baldachin ein Schmerzensmann, der in den 1960er Jahren von Konrad Campidell im Stil des Spätbarock angefertigt wurde.
Über den vier barocken Beichtstühlen sind in Rocaillerahmen Darstellungen biblischer Szenen, die die Sündenvergebung und die Barmherzigkeit Gottes zum Inhalt haben.
Die Narzarener Kreuzwegbilder wurden 1873 angekauft, die Kreuzigungsszene wurde 1959/61 von Fritz Fröhlich gemalt.

### Orgel

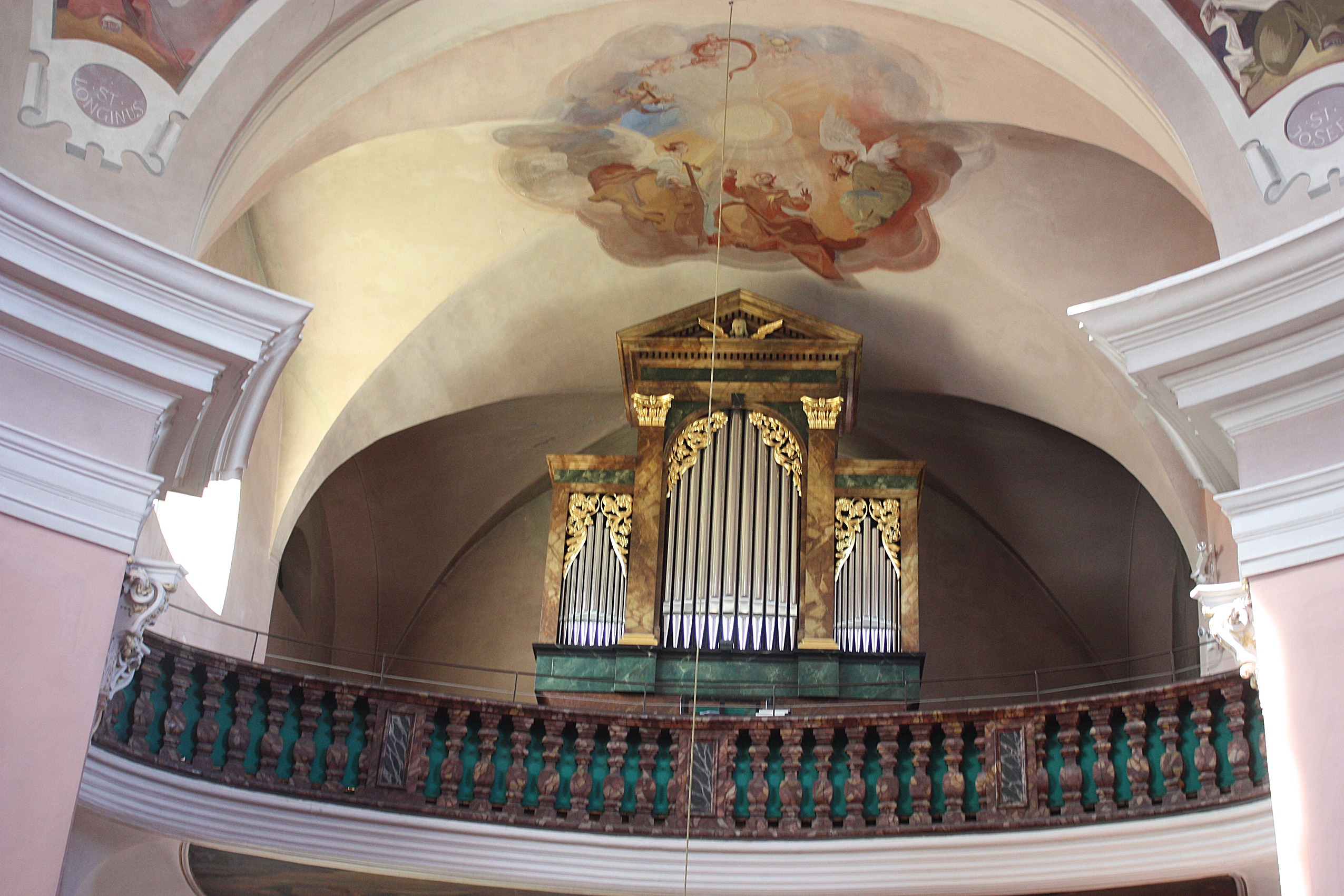
Blick auf die Orgel

Die Orgel  wurde in den Jahren 1865 bis 1868 von dem Orgelbauer Josef Grafenauer (Gailtal) erbaut, und 1876 erweitert. 1906 erhielt das Instrument einen neuen, freistehenden Spieltisch und wurde abermals erweitert. 1967 wurde das Instrument durch den Orgelbauer Rudolf Novak (Klagenfurt) instand gesetzt; in diesem Zuge wurde die Gebläseanlage elektrifiziert und die Disposition verändert. 2003 wurde das Instrument durch den Orgelbauer Bernhard Ottitsch (Reßnig bei Ferlach) restauriert, mit einem neuen Zinn-Pfeifenprospekt ausgestattet und auf den Ursprungszustand zurückgeführt. Im sichtbaren (oberen) Gehäuseteil ist das Pfeifenwerk des Hauptwerks untergebracht. Das Nebenwerk ist im Untergehäuse aufgestellt. Hinter dem (sichtbaren) Orgelgehäuse steht die Pedalwindlade und die Balganlage, die auch mechanisch bedient werden kann. Das Schleifladen-Instrument hat 17 Register auf zwei Manualen und Pedal. Die Trakturen sind vollmechanisch.
| I Hauptwerk C–c3 |            |       |
| 1.               | Bordun     | 16′   |
| 2.               | Principal  | 8′    |
| 3.               | Flöte      | 8′    |
| 4.               | Salicional | 8′    |
| 5.               | Octave     | 4′    |
| 6.               | Rohrflöte  | 4′    |
| 7.               | Dolce      | 4′    |
| 8.               | Quinte     | 3′    |
| 9.               | Octave     | 2′    |
| 10.              | Mixtur III | 1 ⁄3′ |

| II Nebenwerk C–c3 |           |       |
| 11.               | Fugara    | 8′    |
| 12.               | Gedeckt   | 8′    |
| 13.               | Principal | 4′    |
| 14.               | Quinte    | 1 ⁄3′ |
| 15.               | Octave    | 2′    |

| Pedalwerk C–f0 |           |     |
| 16.            | Subbass   | 16′ |
| 17.            | Octavbass | 8′  |

- Koppeln:  Manualkoppel II/I als Koppelzug; feste Koppel des Hauptwerks an das Pedal

## Heiligenkreuzkapelle
Rechts unterhalb der Empore befindet sich der Zugang zur Heiligenkreuzkapelle mit Platzlgewölbe. In gemalten Stuckrahmen sind die Dreifaltigkeit, die Auferstehung und die Himmelfahrt dargestellt. An den Wänden sind die Konsolfiguren der Heiligen Josef, Johannes, Nepomuk und Antonius von Padua, sowie Votivbilder aus dem 19. Jahrhundert angebracht.
Die anschließende Heilgenkreuzkapelle ist eine schmale einschiffige und zweijochige Gnadenkapelle mit eingezogenem Westchor. Überwölbt wird die Kapelle von einer niedrigen Tonne mit Quergurten. Die schmalen Wandpfeiler haben verzierte Kapitelle und ein leicht verkröpftes Gesims. An der Decke sind in gemalten Stuckrahmungen Szenen aus dem Marienleben dargestellt: der Tempelgang, die Verkündigung, die Vermählung, die Heimsuchung und die Anbetung der Hirten. Die Passionsszenen im ersten Joch wurden im 19. Jahrhundert überarbeitet. Sie zeigen die Ölbergszene, die Geißelung Christi, die Dornenkrönung und die Kreuztragung. In den Wandfeldern sind vier Darstellungen aus der Gründungslegende, bzw. Votivdarstellungen zu sehen. Den Ostabschluss der Kapelle bildet eine Apsis mit gemalter Balustrade und Bittflehenden.
Der Altar mit reichem Schnitzrahmen birgt im Schrein hinter geätztem Glas das Gnadenbild, den Torso eines wahrscheinlich gotischen Corpus. Das Aufsatzbild des Altars zeigt den thronenden Gottvater mit Szepter und Weltkugel. Der Altar ist durch ein prächtiges Schmiedeeisengitter aus dem Jahre 1774 von der übrigen Kapelle getrennt.